# Harry Lamberts-Paulsen

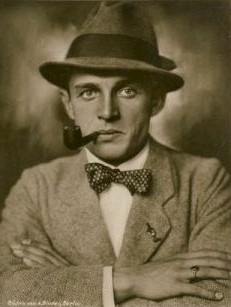
Harry Lamberts-Paulsen auf einer Fotografie von Alexander Binder

Harry Lamberts-Paulsen (* 31. Mai 1895 in Dortmund als Hans Jakob Wilhelm Lambertz; † 20. Juni 1928 in Berlin) war ein deutscher Schauspieler.

## Leben
Er machte sich zu Beginn der 1910er-Jahre in Berlin einen Namen als Komiker an der Volksbühne und als Kabarettist. Während des Ersten Weltkrieges wurde er auch durch das Kino bekannt.
Zwischen 1917 und 1918 stand Lamberts-Paulsen als Hauptdarsteller Harry im Mittelpunkt vieler komödiantischer Kurzfilme. Danach kehrte er erst 1922 als Nebendarsteller wieder zum Film zurück.
Harry Lamberts-Paulsen starb 1928 im Alter von lediglich 33 Jahren in Berlin und wurde auf dem Alten St.-Matthäus-Kirchhof in Schöneberg beigesetzt. Das Grab ist nicht erhalten geblieben.

## Filmografie
- 1913: Moderne Nomaden
- 1916: Der Weg der Tränen
- 1916: Das Licht im Dunkeln
- 1916: Komtesse Hella
- 1916: Das Geheimnis des Sees
- 1917: Das Defizit
- 1917: Der Mann im Havelock
- 1917: Das Rätsel der Stahlkammer
- 1917: Das Mädel von nebenan
- 1917: Zwei blaue Jungen
- 1917: Harry als Badeengel (Kurzfilm)
- 1918: Harrys Glücksschirm (Kurzfilm)
- 1918: Harry als Detektiv (Kurzfilm)
- 1918: Harry als Wachsfigur (Kurzfilm)
- 1918: Harry lernt Billardspielen (Kurzfilm)
- 1918: Harry wird Millionär
- 1918: Tausend und eine Frau
- 1922: Das Diadem der Zarin
- 1924: Mensch gegen Mensch
- 1925: Der Demütige und die Sängerin
- 1925: Der Mann, der sich verkauft
- 1925: Das Abenteuer der Sybille Brant
- 1926: Die Boxerbraut
- 1927: Die Vorbestraften
- 1927: Der Meister der Welt
- 1927: Das Erwachen des Weibes
- 1927: Der Bettler vom Kölner Dom
- 1928: Es zogen drei Burschen
- 1928: Luther – Ein Film der deutschen Reformation
- 1928: Die Dame mit der Maske